# Bisdom San Angelo
Het bisdom San Angelo (Latijn: Dioecesis Angeliana) is een rooms-katholiek bisdom met als zetel San Angelo, in de Amerikaanse staat Texas. Het bisdom is suffragaan aan het aartsbisdom San Antonio. 

## Geschiedenis
Het bisdom werd opgericht op 16 oktober 1961, uit delen van het de bisdommen Amarillo, Austin, Dallas-Fort Worth en El Paso. Op 25 maart 1983 verloor het gebied bij de oprichting van het bisdom Lubbock. 

## Parochies
Het bisdom had in 2022 een oppervlakte van 96.951 km2 en telde 810.896 inwoners waarvan 14,8% rooms-katholiek was.

## Bisschoppen
- Thomas Joseph Drury (30 oktober 1961 - 19 juli 1965)
- Thomas Ambrose Tschoepe (12 januari 1966 - 27 augustus 1969)
- Stephen Aloysius Leven (20 oktober 1969 - 24 april 1979)
- Joseph Anthony Fiorenza (4 september 1979 - 6 december 1984)
- Michael David Pfeifer (31 mei 1985 - 12 december 2013)
- Michael James Sis (12 december 2013 - heden)

## Galerij van afbeeldingen

Wapen van het bisdom
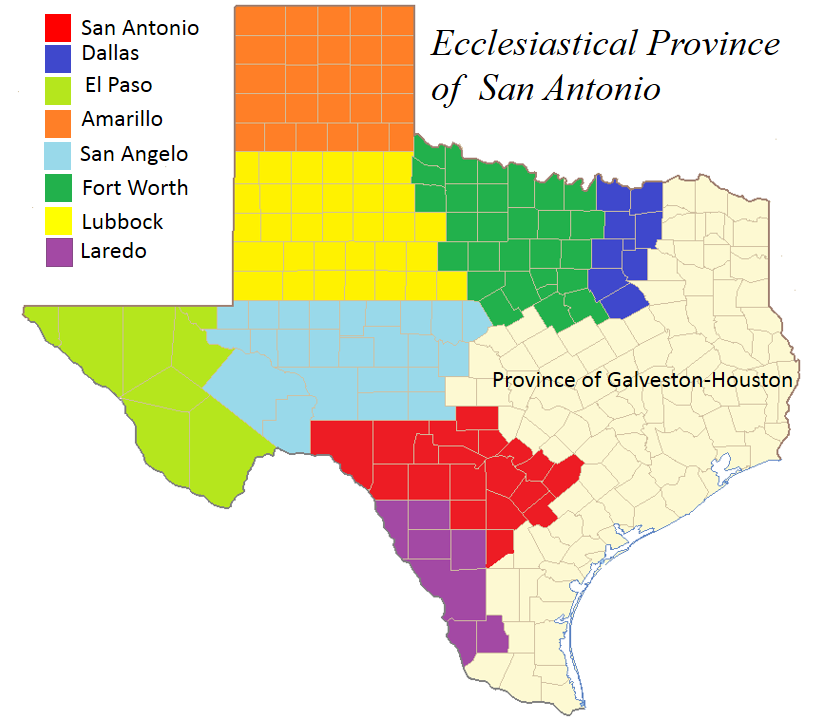
Kerkprovincie met aartsbisdom en suffragane bisdommen
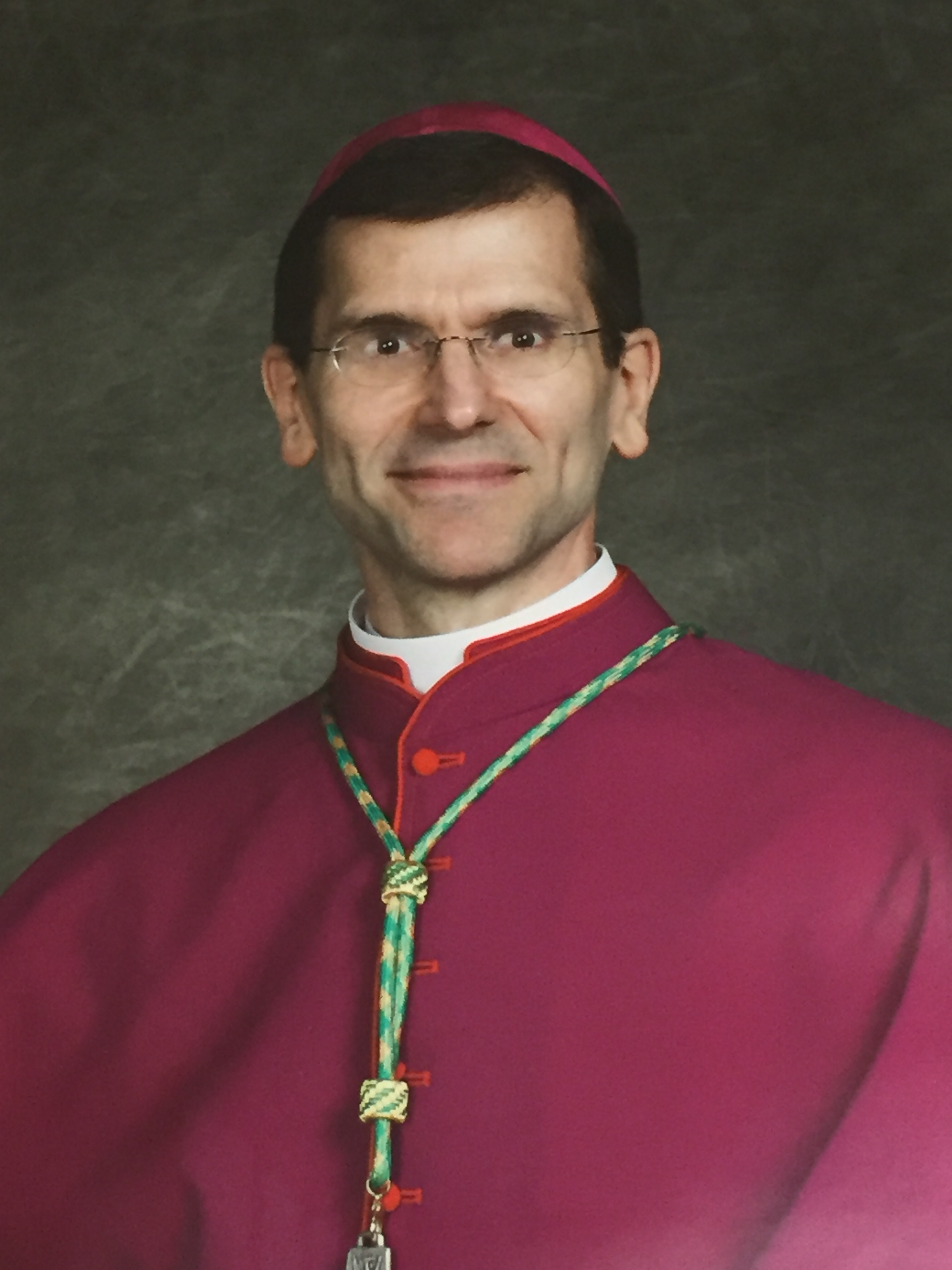
Bisschop Michael James Sis (2013-heden)

San Antonio (aartsbisdom) · Amarillo · Dallas · El Paso · Fort Worth · Laredo · Lubbock · San Angelo